# Ungarns Geschichtsschreiber
Ungarns Geschichtsschreiber ist eine Buchreihe mit vier Werken ungarischer Geschichtsschreiber, die zunächst 1976–1985 in Graz im Verlag Styria erschien. Sie wurde von Thomas von Bogyay (1909–1994) herausgegeben. Ein vierter Band erschien 1991 in Sigmaringen bei Thorbecke.
Die darin enthaltenen Briefe aus der Türkei beispielsweise stammen von Kelemen Mikes (1690–1761), der im türkischen Exil lebte und diese fiktiven Briefe an eine Phantasiegestalt schrieb.
Der Band über den Mongolensturm enthält unter anderem den Bericht Über die Entdeckung Gross-Ungarns zur Zeit Papst Gregors IX. von Frater Riccardus und den Bericht des Frater Julianus ueber das Leben der Tataren von Frater Iulianus.

## Bände
1. János Bak, Gabriel Silagi: Die heiligen Könige. Übersetzt, eingeleitet und erklärt von Thomas von Bogyay. Styria, Graz 1976, ISBN 3-222-10900-1.
2. Kelemen Mikes: Briefe aus der Türkei. Ausgewählt und eingeleitet von Gyula Zathureczky. Styria, Graz 1978, ISBN 3-222-10901-X.
3. Der Mongolensturm. Berichte von Augenzeugen und Zeitgenossen, 1235–1250. Übersetzt, eingeleitet und erläutert von Hansgerd Göckenjan und James R. Sweeney. Styria, Graz 1985, ISBN 3-222-10902-8.
4. Die „Gesta Hungarorum“ des anonymen Notars. Die älteste Darstellung der ungarischen Geschichte. Unter Mitarbeit von László Veszprémy herausgegeben von Gabriel Silagi. Jan Thorbecke, Sigmaringen 1991, ISBN 3-7995-2910-1.